# Брюно Жюлі
Луї́ Ріша́р Брюно́ Жюлі́ (Жулі, фр. Louis Richard Bruno Julie; нар. 11 липня 1978) — маврикійський боксер, який виграв низку медалей на міжнародних турнірах, перший та єдиний маврикійський призер Олімпійських ігор.

## Кар'єра
У 2002 році у Манчестері на Іграх Співдружності Жюлі дійшов до чвертьфіналу. Чотири роки потому, у 2006 році у Мельбурні, на цих змаганнях отримав срібло.
У 2007 році Жюлі виграв бронзову медаль на Всеафриканських іграх в Алжирі.
На чемпіонаті світу 2007 програв у третьому бою Джозефу Мюррею (Англія).
На літніх Олімпійські ігри 2008 року у Пекіні переміг Емануеля Табісо Нкету (Лесото), Хуршида Тоджибаєва (Узбекистан) і Ектора Мансанілья (Венесуела), а у півфіналі програв Янк'єлю Леону (Куба) — 5-7 і здобув бронзу, ставши першим олімпійським призером Маврикію.
Він змагався на Іграх Співдружності в 2010 році, де отримав бронзову медаль. У 2011 виграв золото на Всеафриканських іграх у Мапуту.